# Орника
Орника (итал. Ornica) — коммуна в Италии, располагается в регионе Ломбардия, в провинции Бергамо.
Население составляет 185 человек (2008 г.), плотность населения составляет 13 чел./км². Занимает площадь 14 км². Почтовый индекс — 24010. Телефонный код — 0345.
Покровителем коммуны почитается святитель Амвросий Медиоланский, празднование 7 декабря.

## Демография
Динамика населения:

## Администрация коммуны
- Официальный сайт: http://www.provinciabergamasca.com/vallebrembana/ornica/ornica.html